# Phasicnecus evanescens
Phasicnecus evanescens är en fjärilsart som beskrevs av William Lucas Distant. Phasicnecus evanescens ingår i släktet Phasicnecus och familjen Eupterotidae. Inga underarter finns listade i Catalogue of Life.